# Mooreton (Dakota del Norte)
Mooreton es una ciudad ubicada en el condado de Richland en el estado estadounidense de Dakota del Norte. En el censo de 2010 tenía una población de 197 habitantes y una densidad poblacional de 285,95 personas por km².

## Geografía
Mooreton se encuentra ubicada en las coordenadas 46°16′8″N 96°52′33″O / 46.26889, -96.87583. Según la Oficina del Censo de los Estados Unidos, Mooreton tiene una superficie total de 0.69 km², de la cual 0.69 km² corresponden a tierra firme y (0%) 0 km² es agua.

## Demografía
Según el censo de 2010, había 197 personas residiendo en Mooreton. La densidad de población era de 285,95 hab./km². De los 197 habitantes, Mooreton estaba compuesto por el 93.91% blancos, el 0% eran afroamericanos, el 3.55% eran amerindios, el 0.51% eran asiáticos, el 0% eran isleños del Pacífico, el 0% eran de otras razas y el 2.03% pertenecían a dos o más razas. Del total de la población el 0% eran hispanos o latinos de cualquier raza.